# 메이슨 그린우드
메이슨 윌 존 그린우드(영어: Mason Will John Greenwood, 2001년 10월 1일 ~ )는 잉글랜드의 축구 선수로 현재 리그 1의 마르세유에서 스트라이커로 뛰고 있다.

## 클럽 경력

### 초기 경력
그린우드는 6살 때 핼리팩스에 있는 유소년 클럽에서 맨체스터 유나이티드에 합류했다. 그는 16세인 2017-18 시즌에 U-18 팀에 합류하여 21경기 17 골을 넣고 리그 최고 득점자가 되었다. 2018년 5월에 네덜란드에서 ICGT 트로피를 수상하였다.

### 2018–19 시즌
그린우드는 2018년 7월 미국의 시즌 전 투어에서 참여했다. 7월 20일, 클럽 아메리카와의 경기에서 76분에 교체하면서 데뷔를 했다. 10월 2일, 그린우드는 클럽과의 첫 번째 전문 계약에 서명했다. 12월에 무리뉴 감독에 의해 발렌시아와의 UEFA 챔피언스리그 경기에 앞서 1군에 선발됐다.
2019년 3월 6일, Ole Gunnar Solskjær의 지도 하에 그린우드는 UEFA Champions League에서 PSG와의 경기에서 87분에 애슐리 영과 교체하여 데뷔했다. 17세의 나이에, 유럽 대회에서 클럽을 대표하는 두 번째로 어린 선수가 됐으며, 챔피언스 리그에서 가장 어린 선수가되었다. 4일 후, 그는 맨체스터 유나이티드에서 아스날과의 경기에서 프리미어 리그 데뷔를 하여 클럽의 막내 선수가 됐다.
4월에 이달의 프리미어 리그2 플레이어로 선정됐다. 시즌이 끝날 무렵, 그린우드는 클럽의 청소년 팀에서 최고의 선수에게 매년 수여되는 지미 머피 올해의 젊은 선수상을 수상했다.
시즌 마지막 날인 5월 12일, 그린우드는 카디프 시티와의 경기에서 첫 선발을 했지만 2:0으로 패했다.

### 2019–20 시즌
2019년 7월 17일, 그린우드는 리즈 유나이티드를 상대로 프리시즌에 맨체스터 유나이티드에서 첫 골을 성공했다. 시즌 첫 달에, 그는 4경기에서 모두 출전했다. 유로파 리그 첫 경기인 FC 아스타나와의 경기에서 골을 넣어 1-0으로 승리했다.

## 국가대표팀 경력
그린우드는 잉글랜드 U-17 국가대표팀에 6번 출전했으며 포르투갈 알가르베 토너먼트 팀에 참가하였다.
2024년 8월, 그린우드가 국제 자격을 자메이카로 변경할 수 있도록 요청하는 서류를 제출했다고 발표되었다.

## 수상
- 리그 1 24-25 득점왕
- 이달의 프리미어 리그2 플레이어 : 2019년 4월[23]
- 지미 머피 올해의 젊은 선수 : 2018–19시즌<ref>ame=JimmyMurphyAward/>